# Taraxacum crispifolium
Taraxacum crispifolium — вид квіткових рослин з родини айстрових (Asteraceae). Вид зростає в Європі: Данія, Норвегія, Швеція, Фінляндія, Нідерланди, Бельгія, Німеччина, Швейцарія, Естонія, Латвія, Литва, європейська Росія; це багаторічна рослина.
Є свідчення про присутність виду в парку Погулянка в м. Львів.